# Martin Vidberg
 (novembre 2018).
Martin Vidberg est un dessinateur et scénariste de bande dessinée, né le 20 mars 1980 à Maubeuge.

## Biographie
Professeur des écoles depuis 2001 après un baccalauréat littéraire et des études de géographie, il consacre alors une partie de ses loisirs à l'illustration et à la bande dessinée.
En 2007, il publie un album de bande dessinée autobiographique relatant son expérience dans l'enseignement spécialisé : Le Journal d'un remplaçant,.
En 2008, il rejoint la plateforme de blog du journal Le Monde et ouvre un blog intitulé L'actu en patates, un blog de dessins suivant l'actualité, dans lequel les personnages sont représentés en forme de « patates ». L'audience de ce blog culmine a un million de visites par mois en moyenne.
En 2009, il réduit son activité d’instituteur à mi-temps. En 2011, il abandonne l'enseignement pour devenir dessinateur à plein temps.
En 2014, il dessine l'actualité sportive pour France 2, puis l'année suivante pour L'Équipe, dont les dessins sont publiés en dernière page.
En 2017, il ouvre un autre blog sur Le Monde intitulé Un Monde de jeux, spécialisé dans les jeux de plateaux.
Il ouvre en parallèle une chaîne Youtube du même nom, dans laquelle il présente des jeux de société en compagnie d'acteurs du secteur ludique (auteurs, éditeurs, influenceurs...). Ses personnages « patates » sont par ailleurs utilisés pour l'identité visuelle du site marchand Philibert.

## Réalisations

### Publications
- J.O. 2012, Paris, éd. Danger Public, coll. « Miniblog », octobre 2006, 15 p. (ISBN 2-35123-123-6)
- Le Journal d'un remplaçant, Paris, éd. Delcourt, coll. « Shampooing », janvier 2007, 125 p. (ISBN 978-2-7560-0641-3)
- scénario (dessin par Mickaël Roux, couleur par Thorn), Les Passeurs, Carabas, coll. « Igloo », 43 + 43
  - tome 1 : février 2007  (ISBN 978-2-35100-206-3)
  - tome 2 : janvier 2008  (ISBN 978-2-35100-392-3)
- dessin (scénario par Nemo7), Le Blog, Paris, éd. Onapratut, mai 2008, 114 p. (ISBN 978-2-9525620-2-7)
- Les instits n'aiment pas l'école, Courbevoie, éd. Diantre !, coll. « Blop », septembre 2008, 43 p. (ISBN 978-2-35634-007-8)
- Participation à Qu'est-ce qui te fait peur ?, Onapratut, 2008, 123 p. (ISBN 978-2-9525620-3-4)
- Participation au Collectif Vie de merde illustrée, Michel Lafon, 2009, 200 p.
- Perdus sur l'île déserte, Courbevoie, Diantre ! Éditions, novembre 2009, 64 p. (ISBN 978-2-35634-027-6)
- L'Actu en patates :
  1. Quinquennat nerveux, Paris, éd. Delcourt, 16 novembre 2011, 206 p. (ISBN 978-2-7560-2824-8)
  2. Jusque-là, tout est normal, Paris, éd. Delcourt, 21 novembre 2012, 208 p. (ISBN 978-2-7560-3549-9)
  3. Tout est sous contrôle, Paris, éd. Delcourt, 20 novembre 2013, 139 p. (ISBN 978-2-7560-5016-4)

### Via Internet

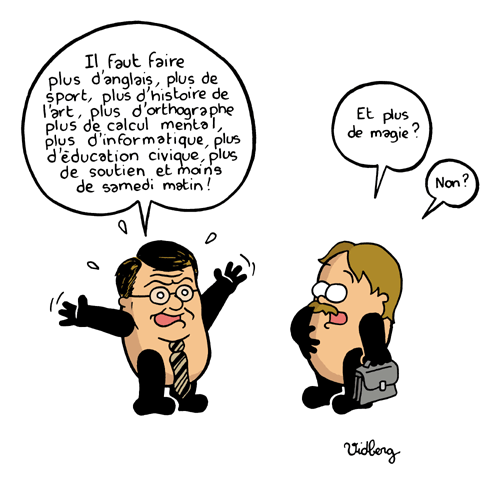
Dessin du 20 novembre 2008 au sujet de la réforme de l'enseignement de Xavier Darcos.

Il publie ses œuvres depuis octobre 2000 sur son site web personnel. Dans le début des années 2000, il participe à BDAmateur.com. À partir de 2008, il tient un blog invité sur lemonde.fr : L'Actu en patates.

### Autres
- Martin Vidberg a été publié dans divers fanzines et magazines, dont Onapratut. Il a fait notamment la une du Parisien Économie en décembre 2007.
- Depuis 2013, il crée chaque année la patate d'or un prix qui récompense une personnalité du monde ludique remis chaque année à Paris est Ludique[11].

## Distinctions
- 2e prix au concours de blog du festival de Romans en 2007[12]
- 1er prix au concours de blog « Persoweb » organisé par Bel RTL en 2007[réf. nécessaire]